# 外国人労働者
外国人労働者（がいこくじん ろうどうしゃ、英語：Foreign worker）は、他国からの労働者を受入れ国の視点でとらえた場合の呼称。移住労働者（いじゅう ろうどう しゃ、Migrant worker）とも。外国からの出稼ぎ労働者は移民労働者に含まれる。

## 労働力移動の要因
外国人労働者を生み出す要因には近隣国との経済格差などがあげられる。一方で20世紀末以降いわゆるグローバル化がすすみ、国際的な人の移動が活発になったことにも注目する必要がある。
外国人労働者が発生する要因として、伝統的な考え方ではプッシュ要因（送り出し国側の原因）とプル要因（受け入れ国側の原因）に分類した考察が行われてきた。
プッシュ要因としては送り出し国側において経済発展が遅れて雇用機会が不足し、労働力が過剰になることがあげられる。プル要因は受入れ国側が高度経済成長を迎えることで起きる労働力不足である。先進国における少子高齢化も原因にあげられることがある。この両者が組み合わさって労働力の移動が発生するとされる。この場合、両国間における賃金や所得の格差が重要になってくる。
一方、グローバル化が進む中で、労働力移動を考える際に二国間の関係分析だけでは不十分とする意見も強い。
また近年見られる地域統合の動きも労働力移動に大きな影響を与えると考えられている。地域経済統合によって短期的には専門技術者などの移動を自由にする一方、長期的には経済が活性化されることで過剰労働力の発生が抑えられ、域内における労働力移動は安定に向かうとの予測がされている。ただしEUでは加盟国間の経済格差が比較的小さいのに対し、格差の大きいAFTAなどでは諸国間の比較優位が顕在化し、産業構造が再編される中で大量の余剰労働力が発生するおそれもある。
経済的要因による労働力移動のほかに、血縁的要素、技術移転に伴うもの、強制移住なども労働力の流入出の原因となる。近年では、交通手段・通信網の整備も労働力の移動を容易にしている。

## 熟練労働者・非熟練労働者の分類
外国人労働者はその扱いにつき、特定の技能や経験を必要としない分野で働く非熟練労働者（単純労働者。俗に出稼ぎ労働者とよばれることもある）と、専門的・技術的分野において活躍する熟練労働者に大別される。従来は専門職の国際移動はあまりみられなかったために、外国人労働者問題を論じる場合は非熟練労働者が議論の対象であった。先進国はかつて高度経済発展を迎えた際に労働力不足に陥ったため周辺国から多数の外国人労働者を受け入れたが、後に経済が停滞すると自国の労働市場を圧迫するとして受け入れ規制を行った。にもかかわらず流入は続き、各国とも多くの不法滞在者を抱えている。蛇頭などの斡旋集団によって不法入国のビジネス化も進んでいる。
一方で専門的・技術的分野における労働者の移動はグローバリゼーションの進展に伴い増えてきたものである。特に情報通信技術の分野が重要視され始めると、各国は国際競争力を強化するために、技術者が入国しやすい法整備を行なうようになった。IT分野における最大の送り出し国はインド、受入れ国はアメリカ合衆国である。

## 問題点
外国人労働者をめぐっては様々な問題があげられる。主に議論されるものとしては、労働者送り出し国から見た「頭脳流出」問題、先進国間における技術者獲得競争、非熟練労働者（特定の技能や経験を必要としない分野における労働者）の受け入れの是非などがある。特に非熟練労働者をめぐっては犯罪問題や人権問題と結びつき、深刻な問題とされることが多い。不法入国者の問題が絡むことも少なからずあるため、様々な事件の温床と見る者もある。

### 経済への影響
非熟練労働者を低賃金で導入する場合、国内において賃金水準の低下や非自発的失業者の増加が懸念される。ただし、アメリカ、カナダ、日本、ヨーロッパのどのデータを使った専門家による精査された実証研究では、そのような負の関係は発見されていない。（中村他　参照）
2015年12月にイングランド銀行が賃金と移民の関連性についての研究を発表し、移民の比率が10パーセント増加すると非熟練労働者の平均賃金が2パーセント低下することを示した。
中長期的には経済の活性化をもたらすとも考えられる。特に先進国では少子高齢化が進んでおり、若年労働力の比率が下がってきている。このため、経済規模を維持するには労働力の輸入が必要不可欠であるとの意見もある。

### 社会的統合
ヨーロッパ諸国において、従来受け入れ国は外国人労働者について、一時的な滞在を想定していた。しかし彼らの滞在は長期化、さらには家族呼び寄せなどによる定住化の傾向を見せ、新たに様々な社会問題を引き起こすようになった。そのような中、自国において外国人労働者にどのような地位を与えるか、既に国内にある外国人コミュニティをいかに地域コミュニティに組み入れて行くかという方策、すなわち「社会的統合」が検討されるようになった。（注意：この場合において、「社会的統合」は同化政策を意味するものではない。）
まず初期の段階においては、搾取の防止や、適正な労働環境の整備があげられる。これらは短期就労においても重要である。
次に地域住民とのあつれき防止や、住宅問題などがある。言葉が通じない国においては、滞在が長期化するにつれて次第に同国人同士のコミュニティへの依存度を高める傾向が見られるが、こうしたこと自体が周辺社会に対する無言の圧力にもなる。
外国人労働者が住宅を確保することは、各種証明などで困難を伴うことが多い。また非熟練労働者などは家賃が低い地域に集まる傾向があり、こうした場合地域社会とのあつれきはさらに強まる。適切な対応を行なわなければスラム化の危険が高まる。家族を呼び寄せたり現地で結婚するなどして定住化すると、子供の教育問題も発生する。言語能力が低いと学校は対応に苦慮し、現地民の苦情がよせられることが多い。さらには年金などの社会保障や、法的地位をどの程度認めるかといった問題がある。
これらの対策を適切に行なわないまま外国人労働者の流入・定住化が進んだ場合、彼らを社会的な底辺に追い込み、結果として犯罪や過激な思想・宗教に走りやすいと考えられている。ただしこれらの統合政策を行うならば、かなりの社会的コストを伴うのは必至である。
社会的統合の理念に対する反発も強い。ヨーロッパでは1990年代において、高失業率にもかかわらず多くの外国人労働者が流入し、排外主義が高まっていった。特にドイツではネオナチグループに限らず一般の若者までが外国人労働者コミュニティとの間で衝突を起こし、死傷者を出す事件も起きている（ゾーリンゲン事件など）。在住する外国人の中において階層化が進んでいることも大きな問題となっている。言語能力の違いなどが原因となって、社会へ統合されていく層と取り残される層の二極化が進んでいる国も多い。こうした中、2005年にはロンドン同時爆破テロが発生した。背景については不明な部分も多いものの、イスラム移民系による犯行は社会的統合プロセスに大きな疑問を投げかけた。また、同じく2005年には2005年パリ郊外暴動事件も発生している。

### 文化摩擦
日本では、外国人労働者が多数居住する地区（例として近在に自動車関連の工場がある群馬県太田市や大泉町、静岡県浜松市、愛知県豊田市など）は、スーパーマーケットも地元日本人客が敬遠する場合も見られ、それら外国人労働者とその家族を相手とした食料・衣料品の商店や、理容室・レンタルビデオ店から旅行代理店などのサービス業者が誕生し、さながら外国人街の様子をなしているケースも発生している。また言葉と文化が通じないことによって発生する文化摩擦も深刻で、生活習慣の違いから、以下のような住民間のいざこざが起こるケースも見られる。
- 単身者用のアパートにもかかわらず、賃貸契約を無視して数人の住人が住み込み、昼夜を問わず生活雑音がする
- 燃えるゴミ、プラスチック、ビン・缶の分別方法を理解していない
- 文化的に異質すぎて理解できない

これらの問題では、特に急激に外国人労働者が増えた地域では深刻で、商店では言葉が通じず個人商店が客である外国人労働者の突飛な行動に翻弄されるケースが見られ、それに嫌気が差して店を閉めてしまうという事態も発生している。またその一方で、旧来から地元住民の間で培われた地域コミュニティに馴染めない外国人労働者が孤立化するケースも見られる。

### 外国人労働者の人権侵害
日本では技能実習生の人権侵害が大きな問題になっている。ベトナム人の技能実習生が騙されて除染作業をさせられていた、最低賃金以下の賃金で労働をさせていた などの問題が起こっている。

## 犯罪・治安面

### 暴動
各国で労働環境や人権侵害を理由とした外国人労働者による暴動が発生している。
- 2005年パリ郊外暴動事件
- 2005年、クウェート、カタール、バーレーン各地での外国人労働者の暴動
- 2006年、UAE、ドバイ、2500人の外国人労働者による暴動によって100万ドルの損害が発生したと報道[6]
- 2010年、イタリア、数百人のアフリカ系移民が暴動、住民が反撃し約70名（大半が外国人労働者）が怪我をした[7]
- 2013年、シンガポール、交通事故でインド系外国人労働者が死亡後に400人の外国人労働者が暴動[8]
- 2013年、サウジアラビア、数千人のアフリカ系労働者が暴動[9]
- 2013年、マレーシア、ジョホール州、マラッカ州で起きた外国人労働者によるストライキが暴動に発展（最低賃金の実施の見送りを理由とする）[10]
- 2013年5月以降にスウェーデンの首都ストックホルムでの移民労働者・移民等による暴動発生[11]

日本での暴動
主に戦後混乱期に共産主義運動と連動して発生したが現代日本での暴動はまれとなっている。
- 日本共産党・在日本朝鮮人連盟関連
  - 1946年、七条警察署襲撃事件
  - 1946年、長崎警察署襲撃事件 -  在日朝鮮人と中国人労働者が共闘。
  - 1946年、坂町事件、新潟日報社襲撃事件
  - 1946年、首相官邸デモ事件 - 在日朝鮮人生活権擁護委員会による朝鮮人に対する生活物資の優先配給を求めた。
  - 1948年、浜松事件 - 在日朝鮮人と対立していた被差別部落出身者と朝鮮人の抗争。
  - 1948年、評定河原事件
  - 1949年、平事件
  - 1949年、本郷事件
  - 1948年、阪神教育事件
  - 1950年、長田区役所襲撃事件 - 戦後の混乱期に在日朝鮮人が展開した「朝鮮人生活擁護闘争」（地方税の減免や生活保護の適用を求めた）が背景にある。
  - 1950年、台東会館事件
  - 1952年、吹田事件 - 北朝鮮系の在日朝鮮人は、北朝鮮軍を支援すべく、日本各地で反米・反戦運動を起こし、武装闘争路線を掲げていた日本共産党はそれに同調。大阪大学豊中キャンパスで「伊丹基地粉砕・反戦独立の夕」が（日本共産党の影響下にある）大阪府学生自治会連合によって開催された。学生、労働者、農民、女性、在日朝鮮人など約1000人が参加し暴動に発展した。

- その他
  - 1945年、生田警察署襲撃事件
  - 1946年、渋谷事件 - 武装在日台湾人グループと暴力団の抗争。

### 家政婦への性的・社会的虐待
英国紙ガーディアンは、現代の奴隷制という特集のなかで、カタールで働く外国人家政婦への虐待について、2013年の上半期だけで600人のフィリピン人女性が保護されたと報道している。カタール当局は奴隷制国家（slave state）との指摘を否定している。

### 人身売買・犯罪組織の被害者
労働者の募集・渡航に絡んで、人身売買が発生するケースも見られる。
日本への就労に絡む人身売買事件は少なくなく、蛇頭の一部や日本の暴力団が現地で人員を募集、日本への渡航費用や手段・国内での職場や居住先を斡旋するとしながら、多くの借金を背負わせている。日本についたら旅券や外国人登録証を取り上げ、強制労働させるという事件もおこっている。殊に女性に関してはこれらの手口で売春を強要される等の被害に遭う事例が多数にのぼる。すでに1980年代から問題が顕在化していたが、2004年には米国から、日本は人身売買要監視国の指定を受けるという事態にまで発展している。
このため日本政府では、2004年から人身売買監視強化を目的とした入国管理法改正により、人身売買被害者に関しては公的な保護を行い国費による帰国支援を行ったり、犯罪行為究明のため人身売買被疑者の裁判期間中は国内滞在を認める方向で進んでいる。また警察庁もこれら犯罪行為の温床に成りやすい性風俗売春営業店（無店舗営業型のデリバリーヘルスを含む）を監視・取り締まる方向で風俗営業法改正を進め、第4章第2節第2款の「無店舗型性風俗特殊営業の規制」といった項目おいて特に実体が不明確だった無店舗型性風俗売春産業に対し、営業届け出の義務とその他細かい業務内容の規定が盛り込まれ、罰則の適応などの面で強化された。
一部には、渡航費用や滞在費用として、家財道具や家屋を売り払って来る者も在るが、その中には密入国を斡旋するマフィアにそれらを騙し取られ、さらに渡航滞在費の不足分として強制労働や犯罪への加担を強制させられるといったケースも報告されており、一攫千金を夢見た代償としては、あまりに多くを失う人もある。
ただし、米国が指摘した日本の人身売買には、年間8万人ほど来日していたフィリピン人タレントのホステス就労を指摘したとも取られ、米国では日本のキャバクラのような芸者文化から始まった営業システムが理解されておらず、性産業だとする誤解があった。当時、常任理事国入りを第一目標としていた日本政府は、直ちに人身売買として認めてしまい、興行ビザの大幅な規制を行ったが、これにより大きな経済的損失を被ったフィリピン政府は興行ビザでの入国の維持を日本側に求めており、在比日本大使館前では抗議集会も行われた。
また飲食店、水商売、風俗店を中心に外国人経営者が外国人の不法就労を助長し、逮捕される例も多く見られる。

## 各国における受け入れ状況

### ドイツ
西ドイツでは第二次世界大戦後驚異的な経済成長をみせたが、それに伴い労働力不足が深刻になった。このため政府は各国と二国間協定を結び、各国の主要都市に「ドイツ委員会」を設置、本国の機関と連携して労働者の募集活動を行なった。初期はイタリアやスペイン、ベルリンの壁建設後はポルトガルやユーゴスラビアなどから労働者が集まったが、とりわけ流入が多かったのはトルコ出身者であった。
第一次石油危機によって経済は打撃を受けた。おりしもベビーブーム世代の労働市場参入が本格化することが予測されていたこともあり、政府は外国人労働者募集を原則停止するとともに労働市場テストを導入した。しかし国内の外国人労働者の長期滞在化、また彼らの家族呼び寄せにより、外国人数は増加の傾向をみせていった。帰国奨励金の支給などの政策による効果も一時的なものにとどまった。
このため彼らの社会的統合が図られることになったが、東西ドイツ統一後の景気悪化によってその試みは困難を迎えた。旧東ドイツ地域で失業が増加し、また冷戦の終焉やバルカン半島の情勢悪化によって他国から経済難民が大量に流入した。これにより労働市場は不安定になり、外国人労働者に対する国内感情は悪化、外国人襲撃事件が続発した。
現在ドイツでは他の先進国同様、非熟練労働者受け入れの規制を強めるとともに専門的技術を持つ労働者を積極的に募集している。2000年には情報通信分野で、一定の学歴・技術を有するものに限り労働許可の取得を簡素化するグリーンカード制度を発足させた。また、これらの方針をすすめるため2005年には新移民法を施行させ、各種制度を整備した。一方で東欧諸国などを対象に二国間協定を結び、経済援助の目的のもと限定的に非熟練労働者を受け入れている。
2016年からはEU圏外のバルカン諸国からの外国人労働者が増加している。これらの国の出身者には情勢が良くないことから人道的配慮で在留を認めていたが情勢改善からそれがなくなり就労資格への切り替えが進んだためである。
情報技術者の受け入れに関しては国内産業の立ち遅れから急務となっているが、言葉の壁などから獲得目標に届いていないのが現状である。

### フランス
フランスでは20世紀初頭から労働力が不足ぎみであったが、第二次世界大戦後の経済再建期に大量の労働者を必要とした。そのためスペイン・ポルトガル・アルジェリアからの移民が相次いだ。
初期は白人の移民が多かったが、徐々にヨーロッパ外からの移民が増加し、摩擦がおこるようになった。また彼らは低賃金で過酷な職場に追いこまれることが多く、居住地のスラム化や外国人による労働争議など、様々な問題が発生した。このような中第一次石油危機が発生し、外国人労働者受け入れの停止が望まれるようになった。
1974年、大統領に就任したジスカール・デスタンは移民の受け入れ停止を決定。1976年には帰国を希望する者に奨励金を支給したが、あまり効果はみられなかった。また外国人労働者による家族の呼び寄せまでは禁止されていなかったので、外国人の総数はむしろ増加していった。定住化を見せる彼らに対し、社会的統合が大きな課題とされていくようになる。
しかし外国人労働者にどのような権利を認めるかをめぐっては、混乱が続いた。1981年ミッテラン政権は国内の外国人に対して広く権利の保障を行なったが、右派が台頭するにつれてしだいに権利は縮小されていった。1993年には改正移民法（パスクワ法）および国籍法の修正によって、強力な入国規制と外国人の大幅な権利制限が行なわれた。また97年の移民法では外国人労働者に対して滞在許可証の更新を認めないとされた。98年の改正でこれらの規制は緩やかなものとなった。労働者受け入れにおいては労働市場テストが用いられているが、失業率が高いために受け入れが許可されることはほとんどない。
2006年に、ニコラ・サルコジ内相が主導となって進めていた、新移民法が可決される。この法案の骨子は"Immigration choisie"(選別される移民)とよばれ、移民の滞在資格選抜の厳格化にある。この法律には、仏人の配偶者などの滞在資格審査の厳格化、高い技術と才能を持つ外国人の滞在資格の新設、移民のフランス語教育及びフランスの市民教育の義務化などが盛り込まれている。

### スイス
スイスでは季節労働者を中心に多くの外国人労働者を受け入れてきたが、1970年代以降は過剰流入を抑えるために数量割り当て制度が導入されている。
スイスにおいて労働者に発行される滞在許可には、季節的滞在許可、通年滞在許可、短期滞在許可がある。季節的滞在許可は、農業・建設業・観光業において一時的な労働力不足を解消するために発行するもので、EUおよびEFTA圏内の者に限られる。通年滞在許可を発行する際は労働市場テストを行なうことになっている。
スイスの作家マックス・フリッシュはスイスの外国人労働者問題（主としてイタリア人労働者）について「我々は労働力を呼んだが、やってきたのは人間だった"Wir riefen Arbeitskräfte und es kamen Menschen."」と語った。

### ルーマニア
2010年代に入ると国民の豊かな国への移住が進み少子高齢化の進行から労働力が不足するようになった。このためEU圏外からの外国人労働者を受け入れが増加し始めた。特に2017年からはベトナム人労働者が増加し2018年にベトナム政府と覚書を結んだ。2019年上半期の非EU加盟国の新規就労許可者ではベトナム人が最も多かった。

### ポーランド
人材の流出が進んでいるためベラルーシ人やウクライナ人労働者を受け入れている。特にウクライナ人労働者は多く国内に100万人ほどがいるとされている。しかしそれでも人手が不足すると見られているので同じカトリックの国であるフィリピンから労働者を受け入れるために二ヵ国での政府間協議に入った。

### シンガポール
シンガポールでは1970年代に入って高度成長が始まり、労働力が不足していった。これに対し同国では外国人労働力の導入を進めてきた。特に専門的技術を有する労働者に対しては受け入れ基準を緩め、積極的な獲得を狙っている。
非熟練労働者の受け入れ規制に際しては、雇用税・雇用率制度を用いている。雇用税は外国人を雇用する際に一定額の税金を払う制度。雇用率は各企業において外国人労働者が占める割合に上限を設けるものである。この2つを組み合わせることで、市場原理を利用しつつ細かいコントロールを行なうことが可能になるが、雇用税についてはその費用が労働者に転嫁される危険が高いなどの問題もある。

### マレーシア
マレーシアでは1960年代から安定して経済が発展していったが、都市部の熟練労働者が海外へ出て行き、不足した労働力を補うため農村の労働者が都市に流入、その結果農村において労働力が足りなくなるという連鎖現象がおきた。そのためプランテーションにおいてインドネシア人を中心に雇用が進んだ。
1980年代には外国人労働者は製造業や建設業にも携わるようになり、周辺各国から大量に流入が起きた。彼らは都市部で活動するため、一般市民との摩擦を生み、やがて排斥運動が起こるようになった。
1990年代に入るとマレーシアは外国人雇用を凍結し、密入国者やその雇用主に対して厳罰化を行なうとともに、不法滞在者のアムネスティ（合法化）を進めるなど、各種の対策をとった。しかしながら近隣国からの密入国は絶えず、現在不法滞在者は100万人を越えるといわれている。
一方で先進国への熟練労働者流出は続いており、労働力のコントロールは最重要課題となっている。

### 韓国
韓国内での外国人労働者をめぐる構造は、日本と類似する点が多い。従来韓国では、日本と同じく在留資格制度（ポジティブリスト）によって、受け入れを専門技術を有するものに限ってきた。しかしソウルオリンピックと前後して経済成長を迎えることによって、労働力不足が顕著なものになった。そこで政府は1991年に開発途上国の技術向上を名目として産業研修制度を導入し、実質的に非熟練労働者を受け入れた。ところが、研修生がより高賃金をもとめて研修先で失踪、不法就労化する事態が相次いだ。政府は数々の対策を講じたが効果はなく、2002年には全外国人労働者数の8割が不法滞在となるに至った。
このため、2003年に不法滞在者に対するアムネスティ（合法化）を行い、翌04年には労働市場テストを用いた外国人雇用許可制を開始し、非熟練労働者の本格的な受け入れに踏み切った。

### アメリカ合衆国
アメリカ合衆国における外国人受け入れは移民政策が中心だが（アメリカ合衆国の歴史も参照）、ここでは非移民の動向、その中でも大半をなすメキシコからの労働者について述べる。
20世紀初頭にアメリカ・メキシコ間が鉄道で結ばれると、多くのメキシコ人が合衆国に向かい、南部や西部諸州で鉄道建設や農業に携わった。特に第一次世界大戦後は労働力不足のために流入は急増した。しかし、後に大恐慌時代を迎えると、失業・政府の帰国奨励策・人種差別などのために、彼らの多くが帰国した。第二次世界大戦が勃発すると、南部の農業労働を中心に再び労働者不足にみまわれるようになった。そのため合衆国は各国と二国間協定を結んで労働者を受け入れるブラセロ計画を1942年から推し進めた。カリブ海諸国やカナダとも協定を結んだが、受け入れのほとんどはメキシコからの労働者となった。1965年にブラセロ計画は廃止されたが、帰国しない外国人労働者は多く、不法滞在化や密入国の問題が深刻となっていった。
1986年には移民改革統制法が施行され、長期間不法滞在している者の合法化が図られるとともに、不法就労に対する雇用主の処罰、国境警備などの取り締まり強化が定められた。この後も各種法改正によって不法移民に対しては厳しい措置をとっている。
1990年には移民法が改正された。短期就労ビザの制度が再編され、非熟練労働者については受け入れを縮小する一方、専門職を対象としたH-1Bビザを新設した。こうした法整備は、後にIT分野を中心に大量の技術者獲得に結びつくこととなった。
現在、非移民の就労については在留資格制度での規制を行い、非熟練労働者に関しては労働市場テストを用いている。また、不法移民について、労働力逼迫を背景に一次労働を認める動きがある（2007年）。

### 台湾
台湾では、外国人労働者は外籍労工（略称：外労）と呼ばれる。規模は、2023年4月時点で73万人。製造業など、単純労働現場で働いている。賃金は安く、台湾人労働者の半分ほどのケースもある。

### ロシア
旧ソ連は、1967年よりシベリアの北洋材伐採現場などで、北朝鮮からの労働者の受け入れを始めた。2017年、国連安全保障理事会が北朝鮮による核実験とミサイル発射実験に対して制裁決議を可決すると、ロシアも滞在許可を1年 に縮めて新規受け入れを中止し、2019年末までに全ての北朝鮮労働者を帰国させる方針 を掲げて送還を始めてる。
またソ連崩壊後は中央アジアからの外国人労働者を多く受け入れている。

## 日本では

### 概況
大正年間には、炭鉱に朝鮮人労働者や木炭製造工場に中国人労働者を採用する動きがあったが、
第二次世界大戦前は労働力がむしろ余剰しており、移民の形をとって労働力を放出していた。戦後しばらくも過剰状態にあった。高度経済成長期には一時労働力不足が懸念されたが、団塊の世代からなる若年労働者が豊富で、集団就職などによって弾力的な分配が行なわれて、国内だけで労働力を確保できたために、労働力問題は解決された。しかし1980年代には人口構造が変化し、また若者の高学歴化が見られる中でバブル景気を迎えた。このころには社会の「成熟化」が進み、単純労働が「きつい・汚い・危険」（いわゆる3K）などとして敬遠されるようになった。このため深刻な労働者不足に見舞われた。一方で東南アジアや南アジアにおいては1970年代頃には他国への出稼ぎが構造化していたが、中東でオイルマネーによる好景気が終わりを迎え、出稼ぎ労働者たちは行き場を失った。そのような中で日本の好景気が注目された。
1980年代初めにはすでに韓国・フィリピンを中心としたアジアの女性が興行ビザの名目で飲食業を中心として日本に流入していた。バブル期には南米の日系人、次いでパキスタンやバングラデシュ、さらにはイランなど中近東から労働者が続々とやってきた。日本は単純労働者の受け入れを認めていないが、彼らの多くは観光ビザや学生ビザ、研修ビザで来日し、不法就労の形で建設業や製造業に携わった。1990年には入管法が改正され、在留資格が整備されるとともに、日系人については職種による制限なしに国内で就労が認められるようになった。また開発途上国の経済発展を目的として1981年に創設されていた外国人研修制度も1990年に規制緩和が行なわれ、商工会議所などによる団体監理型が導入された。1993年には技能実習制度が開始され、一定の水準に達したと認められた外国人研修生に対して追加で最大1年（後に2年に延長）の研修（実態は就労）が許可されるようになった。
1990年代末になると、就職難を背景にブルーカラー業種での労働力不足は解消に向かったが、少子高齢化やグローバリゼーションを迎える中での労働力不足が懸念され、経済競争力に対する危機感、周辺各国からの受け入れ要請などを背景として、産業界を中心として再び受け入れに関する論議が起こった。政府は従来の方針を維持し、不法滞在者については取締りを強化している。一方でEPAによる外国人看護師・介護福祉士候補者の受け入れや 留学生に就労を一部認めるなど外国人労働者の受け入れは拡大していった。
2019年には改正された出入国管理及び難民認定法が施行され外国人労働者の受け入れ拡大に大きく舵をきった。
2024年、日本ではベトナムが最も多く、次いで中国、フィリピン、ネパール、インドネシア、ブラジル、ミャンマー、以上の国は10万人を越えている。それ以外にもアメリカ・韓国・スリランカからの労働者流入が見られる。中には渡航費用や滞在費を作ろうとして家財道具を含む家屋を売り払って来るケースも見られる。斡旋ブローカーに渡航費用を前借りして来日するケースも多いが、ブローカーに多くの借金を抱えている為、これが人身売買に該当すると指摘されている。日本では高度技術を有した外国人労働者の受け入れは少ないが、非熟練・低賃金労働は、外国人労働者が担っており、特に製造業は外国人労働者がいなければ、立ち行かない状況となっている。
日本の外国人労働者の特徴として、日系人は永住権を獲得し、出稼ぎから定住に移行している点が挙げられる。
外国人労働者が増えた地域では旧来居住者と新来外国人との文化の衝突による生活レベルの問題が発生している。
「同社や電機の工場が集積し、日系南米人が集住する地方都市では、以下の問題が存在している。
1. 小中学校で日本語の話せない南米人児童が増え、教育が混乱、及び学校にすら通わない不就学の子供たちがいる問題。
2. 生活習慣を巡る地域社会との摩擦の問題。
3. 治安の悪化の問題。
4. 日系人の地方税や社会保険の未納の問題。

これらの深刻な複数の問題が発生している。」

#### 雇用に関する留意点
現在、日本は人手不足に陥っており2021年時ハローワークの有効求人倍率は1.34倍、最も高い福井では2倍を超えている。2024年10時点で日本の外国人労働者数は204万人と過去最高を記録した。製造業では技能実習生が、サービス業では留学生が多く働いている。尚、外国人の採用方法については、ホワイトカラー労働者は 外国人専門の人材紹介、ブルーカラー労働者は求人広告が主流である。
入管法において在留資格の範囲内で在留活動が認められるため、在留資格の類型範囲内での就労とされている。受け入れ側となる会社側等では、入国要件・在留期間と就労が許可された規定の仕事範囲であるのかについて、パスポートや在留カード等においての確認の義務がある。
在留資格が「留学」となる留学生の場合は、就労は原則として許されていない。2012年7月の改正入国管理法の施行後から「在籍校の許可」等と出入国管理及び難民認定法第19条第2項を根拠とした「資格外活動許可」が認められた留学生に限り、アルバイトについて認可・規定されるようになった。しかし、在留カードの発行対象でない在留期間が3ヶ月の留学生はこの限りでなく、また公序良俗に反する仕事内容、許可時間以上の就労などその規定範囲を超える場合には、不法就労とみなされることがある。

#### 入管法における通報義務
不法就労者に絡む諸問題への取り組みが進まない原因として、入管法第62条の規定があげられる。これは国・地方公共団体の職員が不法滞在を発見したときには通報を行なう義務があるとしたもので、このため人身売買などの被害者であっても滞在就労資格に不備を見つけ次第強制的な国外退去処分とされたり、逆に「見ないふり」をされることがあった。
しかし次第に弾力的な運用も行なわれるようになり、2003年には法務省の通知で、「配偶者からの暴力被害」の事例について、その目的によっては通報義務を避けてもよいことが認められたが、在留資格を回復させるためには法務大臣から特別在留許可を受けるしかないため、最終的には入管への出頭を勧めることが望ましいとされている。

### 問題点

#### 子どもの就学問題
日本語の能力に問題がある外国籍児童については増加傾向にあり、1991年は5,463人だったのが、2018年には40,485人であり その内およそ1万人が支援も受けられていない、日本語指導ができる教師の数は絶対的に不足している状況となっている 。定住と言っても、帰化を目指している場合は、結婚などで来日する他の在日外国人と大差は無い。だが外国人労働者の場合、定住はしても、身を立てる事ができれば故郷に戻るつもりの人もいる。このように、外国人労働者のそれぞれの背景は多様であり、一律的な生活サービスがニーズに合致しにくい。いずれにしても、こうした地域・生活レベルの社会的問題をどのように解決するかが、外国人労働者の受け入れでは欠かすことのできない点であるといえる。

#### 国民健康保険制度における滞納・不正給付問題
国民健康保険制度においては、国民健康保険税（料）では、初年度は日本での前年所得が無いため軽減となり、翌年度は通常の保険料（税）額となるが、滞納したまま帰国してしまうケースも多いといわれている。豊島区では平成30年度予算において、外国籍の被保険者が急増しており、区の全被保険者の4分の1を占めていることを掲げ、特にベトナム人の転入者が急増し、滞納世帯数及び滞納金額も急増している状況を述べている。国民健康保険制度への理解、納付意識の低さなどから滞納につながりやすい傾向にあることから、ベトナム語に対応できる相談員の配置を開始した。平成27年時点では、国保は加入の2割超が外国人で、その半数が留学生であり、中でも最近ベトナムからの留学生が非常に多く、ベトナムの留学生の収納率は36％くらいでかなり低いとされている。このため、国民健康保険課で日本語学校に向けて納付勧奨のPRを行っている。2019年8月にはボリビアで三つ子を出産したとしてボリビア人の会社役員が複数の自治体で国民健康保険の出産育児一時金をだまし取ったとして逮捕されている。1回121万で、同様の手口で40件弱、約2千数百万円が被害額とみられている。出産育児一時金は海外で出産しても受給可能なため、現地の病院が発行した出生証明書さえあれば支給されるが、それが本物かどうか行政は確認していないのが実情と報道されている。
また荒川区においては平成28年度の国民健康保険の海外での出産育児一時金の支給のうち、中国が31件と全体の6割に上がる。
なお2021年度豊島区の滞納率は日本人が7.5％に対し外国人は39.3％となっている。東京都新宿区では、2024年4月の衆議院法務委員会にて、国民健康保険料滞納率が日本人24％、外国人59％であることが明らかにされた。特定技能労働者の納付率が著しく悪い。出入国管理庁では一部の自治体から永住権新生時にまとめて滞納分を納付しその後再び滞納するとの事があると答弁されている。。
神戸市では、平成26年に不法滞在のベトナム人女性が妹の国民健康保険証を利用し、2年以上総額1千万円以上のHIV治療を受けていた。
千葉県船橋市でも国保で29年度の保険料を滞納した世帯のうち、世帯主が外国人の世帯の収納率は54．98％で、全体の収納率（90．27％）に比べて低くなっていることにより、平成30年よりネイティブスピーカーによるベトナム語、ネパール語での電話納付勧奨を開始し、6カ国語（英・中・韓・ベトナム・ネパール・シンハラ語）に翻訳したパンフレットを作成して対策している。松戸市でも平成29年度決算として、滞納額の約1割強が外国人であり、今年度から徴収戦略の一環で、ベトナム人滞納者が増加していることから、ベトナム人が通う日本語学校に協力してもらい、国民健康保険制度の周知や指導を行った。滞納処分も、外国人に対し11月末現在で92名差し押さえしたと報告されている。

#### 出産に関する問題
東京都新宿区にある総合病院では、1990年から2001年の間の外国人の分娩数は12年間で656例であり、総分娩数に占める外国人の割合は1990年には4.2％であったが，年々増加し、1997年からは全分娩の約16～19％を占めた。公的保険加入は、加入している者が66.0％（433例）、保険に加入していない者（未加入者）は30.6％（201例）、生活保護1.0％（6例）、不明2.4％（16例）であった。飛び込み分娩事例は21例、全外国人分娩事例の3.2％であり、21例の国籍（出身地）の内訳は、「タイ」66.7％（14例）となっている。飛び込み出産は既往症や感染症の有無も分からず出産行為となるため、医療従事者の感染リスクなども通常より高まる問題も抱えている。2007年には、日本助産師会専務理事によると、飛び込み出産につながる未受診妊婦は以前は出産を経験したことのある女性に多かったが、最近は〈１〉若年妊婦〈２〉外国人女性〈３〉経済困窮家庭などに多い傾向があると報道されている。

#### 納税等における問題
更に、2014年に会計検査院「日本国外に居住する控除対象扶養親族に係る扶養控除の適用状況等について」によると、国外扶養者は、国内扶養者と比較して、納税者一人当たりの控除対象扶養親族の平均人数が多く、納税者からみて遠縁の親族や労働年齢層を扶養しているとする者も多数見受けられる。多数の国外扶養親族を扶養控除の対象としているため、国外扶養控除適用額が多額に上ることにより所得税が課税されていない者が多数いた。その控除対象扶養親族の生存の有無や住所を確認する書類の不備もあった。所得税が非課税になった場合、国保保険料や介護保険料の他、子供の公立保育園や幼稚園の保育料、公営住宅の家賃なども非課税枠で最低水準になると指摘されている。保育園入園の選考は、勤務時間や家庭状況が指数化されて行われるが、同点の家庭が並んだ場合には、最近は所得が低い家庭を優先する自治体も増えてきた とされ、非課税世帯である外国人が有利となる場合も想定される。税等の滞納があった場合にも、国税徴収法による財産調査、差し押さえ処分も国内資産がない場合には困難となり、資産調査でも氏名表記が統一されていないため国内資産状況も結果的に秘匿されることがある。
住民税に関しては、会社を通じて納付する特別徴収されず自分で納付する普通徴収の者が多いなどの理由で、滞納が発生しやすい。普通徴収で賦課するも、納税意識の違い、生活費を優先する等の理由も相まって滞納が多発。 滞納処分するのは日本人と同様だが、文化や言葉の壁もあいまって進展しないケースも多い。そもそも、給与が少額の仕事を掛け持ちすることにより、各事業所からの特別徴収を免れていたり、特別徴収の要件を満たさない短期雇用を繰り返しているとされている。また住民税は1年間の所得に対し、次年度の課税制度であることと、法的には出国時に転出手続が必要だが、罰則がないので無断出国も多く、現行法上市町村は事前に 出国を把握するすべもない。このため出国（帰国）後、事実上徴収不可能になってしまう場合が多い。浜松市では平成23年現在、ブラジル人を中心とした外国人約2万7千人が居住しており、浜松市全人口の約81万8千人の約3.3％を占める。しかし市民税の現年課税分普通徴収においては、市全体の収納率が92％を超えるのに対して、外国人に係る収納率は57.93％と市平均を大きく下回り、市民税の現年課税分普通徴収の滞納額については、市全体の滞納額約9.6億円のうち、外国人の滞納が約11％を占めている状況にある。このため、外国人特有の言語の問題等で、税の制度を理解できない外国人に、基本的な税の知識不足を解消するため、日本語の習得教材を兼ねた資料を配布、特別徴収事業所の拡大と退職時の個人住民税の一括徴収を推進するため、外国人を雇用する企業の協力を求めるなどの取り組みをしている。税の公平性の確保のため学校・事業者・諸外国大使館などを通じた留学生及び労働者への納税制度についての啓発が急務となっている。

#### 年金における問題
多数の外国人労働者が在住する愛知県豊田市は外国人集住都市会議において、外国人住民の長期滞在化・高齢化について発表し、アンケートより在住外国人の全体の6割しか年金に加入しておらず、そのうち定住者では加入率が4割であるが4割が永住を望むことを明らかにしている。全体の1割がお金を払いたくないことを理由に年金加入をしないとなっている。年金は外国人が自国に帰った場合には、日本と社会保障協定の締結が結ばれていない場合には日本での掛け金は無駄となるが、その締結国は限られている。豊田市は締結国が促進されるように提言している。
また、外国人については繰り返し出国で年金脱退一時金を取得し老後は生活保護受給に頼る事例も懸念されることが報道されている。再入国許可を得て出国した場合でも、脱退一時金の受給が可能となっているため2022年度に脱退一時金の支給が決定した人の4人に1人が再入国許可を得ていた状況がある。このため政府は受給の条件や算定方法を見直す検討に入っている。

#### 受け入れ制度及び資格に対する批判
外国人研修制度・技能実習制度については、実態は非熟練労働者受け入れのための制度になっているのではという批判がある。事実、香川県のある事例では、実習生を安価な作業員としてしか使わず、甚だしいことに、給与からさらに衣食住の費用を天引きし、契約の半額以下の給与しか支給していなかった事業所があった。これは氷山の一角で、同種の例はたくさんある。（ → 制度の問題点 ）また、本来の目的である途上国への技術移転が不十分である、との声も強い。留学生の受け入れに関しても、不法就労につながることが危惧されることがある。
2001年にKSD事件が発覚し、小山孝雄参議院議員が国会において技能実習制度における滞在期間の延長を求めた件につき、ケーエスデー中小企業経営者福祉事業団から供与を受けたとして受託収賄容疑で逮捕された。また同年には、酒田短期大学が受け入れた大量の中国人留学生のうち相当数が不法就労を行なっていたことが発覚し、これら受け入れ制度に対する信頼は大きく傷ついた。本制度については、2007年、批判を背景に制度の見直しが各省庁で始まった。
2019年には、東京福祉大学で留学生約1600人が所在不明になっているとの調査結果を文科省が公表し、研究生の受け入れを当面停止するよう指導している。

#### 労働環境
これら労働者は社会的地位が低い場合も多く、過酷で安全措置が不十分な職場環境にあるケースも見られ、さらに言葉の問題から、安全教育が必ずしも充分とはいえないケースもある。バブル期以降外国人の労働災害が多数発生したが、労災隠しが行なわれる事例が目立った。
企業が社会保険の負担を嫌がり外国人労働者に社会保険を加入させない問題が近年クローズアップされている。また、外国人労働者側も生活費を切り詰めたり、不法滞在の発覚をおそれて社会保険への加入を拒む者もいる。保険に未加入の外国人生活者は自己負担が大変高額になるため、医療費の不払いが各地で多発した。それらを背景に医療機関が外国人受け入れを拒むという事態まで起きている。
近年、介護現場の人手不足から、外国人の介護労働者を積極的に受け入れているようになっているが、外国人労働者の管理については各介護事業者の裁量に委ねられているため、外国人労働者を安い給料で酷使する介護事業者も多く、訴訟が起こされるケースも出ている。
技能実習生の現場では介護利用者から体を触られたり、雇用主から性行為を強要されるなどの性暴力被害が発生している。
また、妊娠出産すると帰国されられるとの恐れから妊娠を隠すことがあり、ベトナム人技能実習生孤立出産事件では死産の子を室内に安置していたところ、死体遺棄したとの容疑で逮捕・起訴された事件も起こっている。そもそも母国では経口避妊薬、子宮内に入れる器具「IUD」手術や注射、腕に入れる避妊インプラントなど女性が選択できる避妊選択肢が多様にある一方、日本国内では男性用コンドーム一択である問題も指摘されている。

## 関連文献
- 真嶋潤子 編著『技能実習生と日本語教育』大阪大学出版会、2021年10月。ISBN 978-4-87259-738-7。（電子版あり）